# Rodolphe Pauly
 (octobre 2013).
Si vous disposez d'ouvrages ou d'articles de référence ou si vous connaissez des sites web de qualité traitant du thème abordé ici, merci de compléter l'article en donnant les références utiles à sa vérifiabilité et en les liant à la section « Notes et références ».
Pour les articles homonymes, voir Pauly.
Rodolphe Pauly, né le 6 décembre 1983 à Clamart (Hauts-de-Seine), est un acteur, scénariste et réalisateur français.

## Biographie
Né en 1983 à Clamart, il est le fils du réalisateur Marco Pauly et de la scénariste Odile Barski. Il est également le frère de l'actrice et chanteuse Adrienne Pauly.

## Filmographie

### Acteur

#### Cinéma
- 1998 : Au cœur du mensonge de Claude Chabrol
- 2000 : Merci pour le chocolat  de Claude Chabrol
- 2001 : Fifi Martingale de Jacques Rozier
- 2001 : La Bête de miséricorde de Jean-Pierre Mocky
- 2002 : Les Araignées de la nuit de Jean-Pierre Mocky
- 2003 : Le furet de Jean-Pierre Mocky
- 2004 : Un long dimanche de fiançailles de Jean-Pierre Jeunet
- 2004 : Nathalie... d'Anne Fontaine
- 2005 : Before Sunset de Richard Linklater
- 2005 : L'Avion de Cédric Kahn
- 2007 : Les Amours d'Astrée et de Céladon d'Éric Rohmer
- 2008 : Je me fais rare de Dante Desarthe
- 2009 : Bellamy de Claude Chabrol
- 2010 : Paris monopole d'Antonin Peretjakto (court-métrage)
- 2012 : Je fais feu de tout bois de Dante Desarthe
- 2012 : Astérix et Obélix : Au service de sa Majesté de  Laurent Tirard
- 2015 : La Vie très privée de Monsieur Sim de Michel Leclerc
- 2016 : La Loi de la jungle d'Antonin Peretjatko
- 2017 : At Eternity's Gate de Julian Schnabel
- 2017 : Tamara Vol.2 d'Alexandre Castagnetti
- 2019 : Je voudrais que quelqu'un m'attende quelque part d'Arnaud Viard
- 2020 : Une sirène à Paris de Mathias Malzieu
- 2021 : The French Dispatch de Wes Anderson

#### Télévision
- 1996 : Julie Lescaut (TV), saison 6, Le secret des origines de Josée Dayan : Louis
- 2000 : Les Misérables de Josée Dayan

### Réalisateur

#### Courts métrages
- 1997 : Les héros sont debout
- 2002 : Un trou dans la tête
- 2008 : Yellow Bird
- 2010 : Le Tocard de la fac
- 2013 : The Ballad of Billy the Kid

#### Clips
- 2004 : Cendrier pour Java
- 2005 : Est-ce-que tu aimes ? pour Arthur H & M
- 2005 : Ma dernière nuit à New York City pour Arthur H
- 2006 : Le recyclé pour R.wan
- 2006 : Ne me demande pas pour Clarika
- 2007 : Ce George(s) pour Salvatore Adamo & Olivia Ruiz
- 2007 : Ma Nouvelle Orléans pour Eddy Mitchell
- 2007 : On veut des légendes pour Eddy Mitchell & Johnny Hallyday
- 2008 : Repenti pour Renan Luce
- 2008 : The virgins[Quoi ?]
- 2008 : Show your face pour Sons of Albions
- 2008 : Feel ok pour Friendly Fires
- 2009 : J'me marre pour Java
- 2009 : Skateboard pour Friendly Fires
- 2010 : Tu peux compter sur moi pour Louis Chedid et -M-
- 2011 : Jouer dehors pour Mademoiselle K
- 2012 : La propriété c'est du vol pour Didier Wampas
- 2013 : Baïa pour -M-
- 2014 : Flying Saucer pour Perfect Idiots

#### Film à sketches
- 2014 : Les films que j'ai pu faire (1 h 25 ; film présenté à la Cinémathèque française)

## Sketches
- 2006 : Computer (série de six épisodes : comédien, scénariste, réalisateur)
- 2010 : Sketch météo pour Le Grand Journal de Canal + au Festival de Cannes
- 2010 : La vie secrête des jeunes, écrit par Riad Sattouf
- 2011 : La backroom avec Daphné Burki
- 2014 : Film hommage à François Truffaut, réalisé par Axelle Ropert

## Distinctions
- 1997 : Grand Prix - Toulouse Festival 1997 pour Les héros sont debout[réf. nécessaire]
- 2006 : Victoire de la musique du meilleur vidéo-clip de l'année pour Est-ce-que tu aimes ? d'Arthur H & M[2]
- 2011 : Nomination aux victoires de la musique 2011 pour le meilleur vidéo-clip de l'année : Tu peux compter sur moi de Louis Chedid et -M-[3]
- 2013 : Prix de la licorne au festival d'Amiens pour The Ballad of Billy the Kid[réf. nécessaire]
- 2014 : Prix du public du meilleur court métrage western au Almería Western Film Festival pour The Ballad of Billy the Kid[4]